# Elliot Johnson
Pour les articles homonymes, voir Johnson.
Elliot Tyler Johnson (né le 9 mars 1984 à Safford, Arizona, États-Unis) est un joueur des Ligues majeures de baseball sous contrat avec les Dodgers de Los Angeles.

## Carrière

### Rays de Tampa Bay
Après des études secondaires à la Thatcher High School de Thatcher (Arizona), Elliot Johnson reçoit des offres pour jouer au basket-ball au Mesa Community College ou au football américain au Eastern Arizona College. Il ne donne pas suite à ces offres et signe comme agent libre amateur dans l'organisation des Rays de Tampa Bay en 2002.
Il se taille un poste avec l'équipe au camp d'entraînement du printemps 2008 malgré une controverse : lors d'une collision au marbre, le receveur des Yankees de New York Francisco Cervelli se fracture le poignet droit après avoir été heurté violemment par Johnson, ce qui provoque la colère du manager des New-Yorkais, Joe Girardi. Johnson entreprend la saison 2008 avec Tampa et fait ses débuts dans les majeures le 5 avril. Il frappe trois coups sûrs en sept parties avant d'être rétrogradé en ligues mineures. Son premier coup sûr dans les grandes ligues est obtenu le 5 avril, à son premier match, contre le lanceur Andy Pettitte des Yankees.
Après son retour dans les mineures en avril 2008, le joueur de deuxième but et d'arrêt-court s'aligne en Ligue internationale avec les Bulls de Durham, le club-école de niveau AAA des Rays. Il revient dans les majeures avec Tampa en avril 2011 et dispute 70 parties en cours d'année pour les Rays. Le 15 mai, il frappe le premier coup de circuit de sa carrière contre le lanceur Jake Arrieta des Orioles de Baltimore. Sa moyenne au bâton au cours de ce séjour chez les Rays n'est que de ,194 en 160 présences officielles au bâton. Il réussit 4 circuits et récolte 17 points produits.
En 2012, Johnson dispute sa première saison complète dans les majeures, et évolue principalement à l'arrêt-court pour Tampa Bay. Il dispute 100 de ses 123 matchs à cette position. Sa moyenne pour la saison s'élève à ,242 avec 6 circuits, 33 points produits et 18 buts volés, le plus haut total de l'équipe après les 31 de Desmond Jennings et B. J. Upton.

### Royals de Kansas City
Le 12 février 2013, les Rays de Tampa Bay transfèrent Elliot Johnson aux Royals de Kansas City pour compléter une transaction effectuée le 9 décembre précédent et qui avait envoyé chez les Royals les lanceurs James Shields et Wade Davis. Johnson ne frappe que pour ,179 de moyenne au bâton en 79 parties des Royals.

### Braves d'Atlanta
Soumis au ballottage, Johnson est réclamé par les Braves d'Atlanta le 21 août 2013. Il y joue au deuxième but puisque la position d'arrêt-court est déjà occupée chez les Braves par Andrelton Simmons. Il frappe pour ,261 en 32 matchs en fin de saison et frappe un triple, son seul coup sûr en 14 présences au bâton, en séries éliminatoires face aux Dodgers de Los Angeles.

### Indians de Cleveland
Le 27 janvier 2014, Johnson signe un contrat des ligues mineures avec les Indians de Cleveland. Il ne joue que 7 matchs pour Cleveland en 2014 et les deux coups sûrs qu'il réussit avec l'équipe sont des doubles.

### Dodgers de Los Angeles
Le 23 février 2015, il rejoint sur un contrat des ligues mineures les Rangers du Texas. Le 31 mars suivant, quelques jours avant le début de la nouvelle saison, les Rangers vendent son contrat aux Dodgers de Los Angeles.

## Statistiques
| Saison | Équipe    | G | AB | R | H | 2B | 3B | HR | RBI | SB | BA   |
| ------ | --------- | - | -- | - | - | -- | -- | -- | --- | -- | ---- |
| 2008   | Tampa Bay | 7 | 19 | 0 | 3 | 0  | 0  | 0  | 0   | 0  | .158 |
| Totaux | Totaux    | 7 | 19 | 0 | 3 | 0  | 0' | 0  | 0   | 0  | .158 |

Note : G = Matches joués ; AB = Passages au bâton; R = Points ; H = Coups sûrs ; 2B = Doubles ; 3B = Triples ; 
HR = Coup de circuit ; RBI = Points produits ; SB = Buts volés ; BA = Moyenne au bâton.